# Western Suburbs Football Club
Maillots
Actualités

Le Western Suburbs SC est un club néo-zélandais de football basé à Wellington.

## Historique
- 1906 : fondation du club sous le nom de Hospital AFC
- 1956 : le club est renommé Western Suburbs SC

## Palmarès
- Coupe de Nouvelle-Zélande
  - Vainqueur : 1935, 1971, 2006
  - Finaliste : 1970, 2007